# Habenaria aethiopica
Habenaria aethiopica är en orkidéart som beskrevs av Sarah Thomas och Phillip James Cribb. Habenaria aethiopica ingår i släktet Habenaria och familjen orkidéer. Inga underarter finns listade i Catalogue of Life.